# Глевахівська селищна рада
Глева́хівська се́лищна ра́да — адміністративно-територіальна одиниця та орган місцевого самоврядування в Васильківському районі Київської області. Адміністративний центр — селище міського типу Глеваха.

## Загальні відомості
Глевахівська селищна рада утворена в 1973 році.
- Територія ради: 32,224 км²
- Населення ради: 8794 особи (станом на 2015 рік)[1]

## Населені пункти
Селищній раді підпорядковані населені пункти:
- смт Глеваха

## Склад ради
Рада складається з 26 депутатів та голови.
- Голова ради: Петренко Володимир Васильович

### Керівний склад попередніх скликань
| Прізвище, ім'я, по батькові    | Основні відомості                                                        | Дата обрання | Дата звільнення |
| ------------------------------ | ------------------------------------------------------------------------ | ------------ | --------------- |
| Шепеленко Олександр Васильович | Селищний голова, 1959 року народження, освіта вища, безпартійний         | 26.03.2006   | 31.10.2010      |
| Шепеленко Олександр Васильович | Селищний голова, 1959 року народження, освіта вища, член Партії регіонів | 31.10.2010   | 01.01.2014      |
| Жеребцов Валерій Володимирович | Селищний голова, 1957 року народження, освіта вища, безпартійний         | 26.10.2014   | 05.07.2019      |
| Петренко Володимир Васильович  | Селищний голова, 1956 року народження, освіта вища                       | 06.07.2019   |                 |

Примітка: таблиця складена за даними сайту Верховної Ради України

### Депутати
За результатами місцевих виборів 2010 року депутатами ради стали:

#### За суб'єктами висування
| Суб'єкт висування       | Кількість обраних депутатів | %   |
| ----------------------- | --------------------------- | --- |
| Самовисування           | 27                          | 90  |
| Партія відродження села | 2                           | 6,7 |
| Українська партія       | 1                           | 3,3 |

#### За округами
| № округу                | Прізвище, ім'я, по батькові      | Дата визнання обраним | Освіта             | Партійна приналежність       | Відомості про обраного депутата                                         |
| ----------------------- | -------------------------------- | --------------------- | ------------------ | ---------------------------- | ----------------------------------------------------------------------- |
| Партія відродження села |                                  |                       |                    |                              |                                                                         |
| 2                       | Бабушкін Олександр Олександрович | 02.11.2010            | вища               | член Партії відродження села | Київська міська клінічна лікарня № 2, лікар                             |
| 3                       | Марченко Ігор Васильович         | 02.11.2010            | вища               | член Партії відродження села | ТОВ «Спецмоноліт», інженер                                              |
| Українська партія       |                                  |                       |                    |                              |                                                                         |
| 27                      | Скобліков Володимир Федорович    | 02.11.2010            | середня            | член Української партії      | пенсіонер                                                               |
| Самовисування           |                                  |                       |                    |                              |                                                                         |
| 1                       | Бортницька Антоніна Григорівна   | 02.11.2010            | вища               | позапартійна                 | ПП «Слончак», бухгалтер                                                 |
| 4                       | Параконний Олександр Федорович   | 02.11.2010            | вища               | позапартійний                | приватний підприємець                                                   |
| 5                       | Прибура Олексій Олегович         | 02.11.2010            | вища               | позапартійний                | тимчасово не працює                                                     |
| 6                       | Герасимчук Ніна Михайлівна       | 02.11.2010            | вища               | позапартійна                 | ННЦ ІМЕСГ, інженер                                                      |
| 7                       | Павлюк Ілля Михайлович           | 02.11.2010            | середня спеціальна | позапартійний                | ЖБК «Учитель», голова правління                                         |
| 8                       | Табулінський Вадим Володимирович | 02.11.2010            | вища               | позапартійний                | Банк «Національні інвестиції», провідний спеціаліст                     |
| 9                       | Погоріла Надія Іванівна          | 02.11.2010            | вища               | позапартійна                 | пенсіонер                                                               |
| 10                      | Вольський Володимир Анатолійович | 02.11.2010            | вища               | позапартійний                | ННЦ ІМЕСГ, аспірант                                                     |
| 11                      | Поповиченко Володимир Андрійович | 02.11.2010            | вища               | позапартійний                | ННЦ ІМЕСГ, інженер                                                      |
| 12                      | Кириченко Артем Леонідович       | 02.11.2010            | вища               | позапартійний                | ННЦ ІМЕСГ, інженер                                                      |
| 13                      | Власик Валентина Вікторівна      | 02.11.2010            | середня спеціальна | позапартійна                 | ТОВ СБМУ, технолог                                                      |
| 14                      | Могилка Віктор Олександрович     | 02.11.2010            | вища               | позапартійний                | ТОВ «Автоцентр», менеджер                                               |
| 15                      | Приходько Сергій Володимирович   | 02.11.2010            | вища               | член Партії «ВІДРОДЖЕННЯ»    | Юридична компанія «Адат», юрист                                         |
| 16                      | Степаненко Анатолій Тихонович    | 02.11.2010            | вища               | член Партії регіонів         | Глевахівська селищна рада, секретар                                     |
| 17                      | Садовий Анатолій Григорович      | 02.11.2010            | вища               | позапартійний                | тимчасово не працює                                                     |
| 18                      | Хмара Євген Сергійович           | 02.11.2010            | вища               | позапартійний                | Васильківський МВ ГУ МВС України в Київській області, оперуповноважений |
| 19                      | Ліщенко Сергій Михайлович        | 02.11.2010            | вища               | позапартійний                | Військова частина А0704                                                 |
| 20                      | Федорович Олег Антонович         | 02.11.2010            | вища               | позапартійний                | ІЯД НАУ, провідний спеціаліст                                           |
| 21                      | Комісаренко Валентин Миколайович | 02.11.2010            | середня            | позапартійний                | приватне підприємство, директор                                         |
| 22                      | Черниш Анатолій Миколайович      | 02.11.2010            | середня            | позапартійний                | тимчасово не працює                                                     |
| 23                      | Павленко Анатолій Віталійович    | 02.11.2010            | середня            | позапартійний                | тимчасово не працює                                                     |
| 24                      | Бадрук Микола Іванович           | 02.11.2010            | середня            | позапартійний                | приватний підприємець                                                   |
| 25                      | Скочинський Михайло Іванович     | 02.11.2010            | середня            | позапартійний                | Національна Академія Внутрішніх Справ, охоронник                        |
| 26                      | Кузьмін Валентин Васильович      | 02.11.2010            | середня            | позапартійний                | ТОВ «Край-2», менеджер                                                  |
| 28                      | Сухенко Євген Володимирович      | 02.11.2010            | середня спеціальна | позапартійний                | Агрохолдинг «Авангард», водій                                           |
| 29                      | Синцов Петро Олександрович       | 14.11.2010            | середня            | позапартійний                | тимчасово не працює                                                     |
| 30                      | Курка Василь Васильович          | 02.11.2010            | вища               | позапартійний                | пенсіонер                                                               |